# Samardžije
Samardžije (en serbio cirílico: Самарџије) es una aldea de la municipalidad de Gradiška, Republika Srpska, Bosnia y Herzegovina.
Se encuentra incluida administrativamente en el consejo comunal de Turjak junto a Trnovac y Adžići.

## Población
| Composición de la Población - Aldea de Samardžije | Composición de la Población - Aldea de Samardžije | Composición de la Población - Aldea de Samardžije | Composición de la Población - Aldea de Samardžije | Composición de la Población - Aldea de Samardžije |
| ------------------------------------------------- | ------------------------------------------------- | ------------------------------------------------- | ------------------------------------------------- | ------------------------------------------------- |
|                                                   | 2013                                              | 1991                                              | 1981                                              | 1971                                              |
| Total                                             | 162                                               | 211 (100,0%)                                      | 249 (100,0%)                                      | 286 (100,0%)                                      |
| Varones                                           | 76                                                | -                                                 | -                                                 | -                                                 |
| Mujeres                                           | 86                                                | -                                                 | -                                                 | -                                                 |
| Serbios                                           | 157                                               | 195 (92,42%)                                      | 40 (16,06%)                                       | 285 (99,65%)                                      |
| Croatas                                           | 1                                                 | 2 (0,95%)                                         | 1 (0,4%)                                          | 1 (0,35%)                                         |
| Bosniacos                                         | -                                                 | -                                                 | -                                                 | -                                                 |
| Eslovenos                                         | -                                                 | -                                                 | -                                                 | -                                                 |
| Musulmanes                                        | -                                                 | -                                                 | -                                                 | -                                                 |
| Montenegrinos                                     | -                                                 | -                                                 | -                                                 | -                                                 |
| Macedonios                                        | -                                                 | -                                                 | -                                                 | -                                                 |
| Gitanos                                           | -                                                 | -                                                 | -                                                 | -                                                 |
| Albaneses                                         | -                                                 | -                                                 | -                                                 | -                                                 |
| Ukranianos                                        | -                                                 | -                                                 | -                                                 | -                                                 |
| Yugoslavos                                        | -                                                 | 13 (6,16%)                                        | 206 (82,73%)                                      | -                                                 |
| Otros                                             | 1                                                 | 1 (0,47%)                                         | 2 (0,8%)                                          | -                                                 |
| Sin declarar                                      | -                                                 | -                                                 | -                                                 | -                                                 |
| Desconocidos                                      | 3                                                 | -                                                 | -                                                 | -                                                 |